# Rádio Justiça
A Rádio Justiça é uma emissora de rádio brasileira, com sede em Brasília, no Distrito Federal, pertence ao Poder Judiciário Brasileiro, administrada pelo Supremo Tribunal Federal (STF). Com o indicativo de chamada de ZYS 898 operando na frequência de 104,7 em Frequência Modulada, (FM) iniciou suas transmissões em 5 de maio de 2004. No ano de 2009 recebeu a premiação Dia Internacional da Criança na Mídia do Unicef como a melhor programação de todo o mundo direcionada para crianças. Também em 2009 recebeu a premiação de melhor programação de rádio infanto-juvenil, concorrendo com países da América Latina e Caribe.